# Parasyrphus insolitus
Parasyrphus insolitus är en tvåvingeart som först beskrevs av Osburn 1908.  Parasyrphus insolitus ingår i släktet buskblomflugor, och familjen blomflugor. Inga underarter finns listade i Catalogue of Life.